# Adam Siber

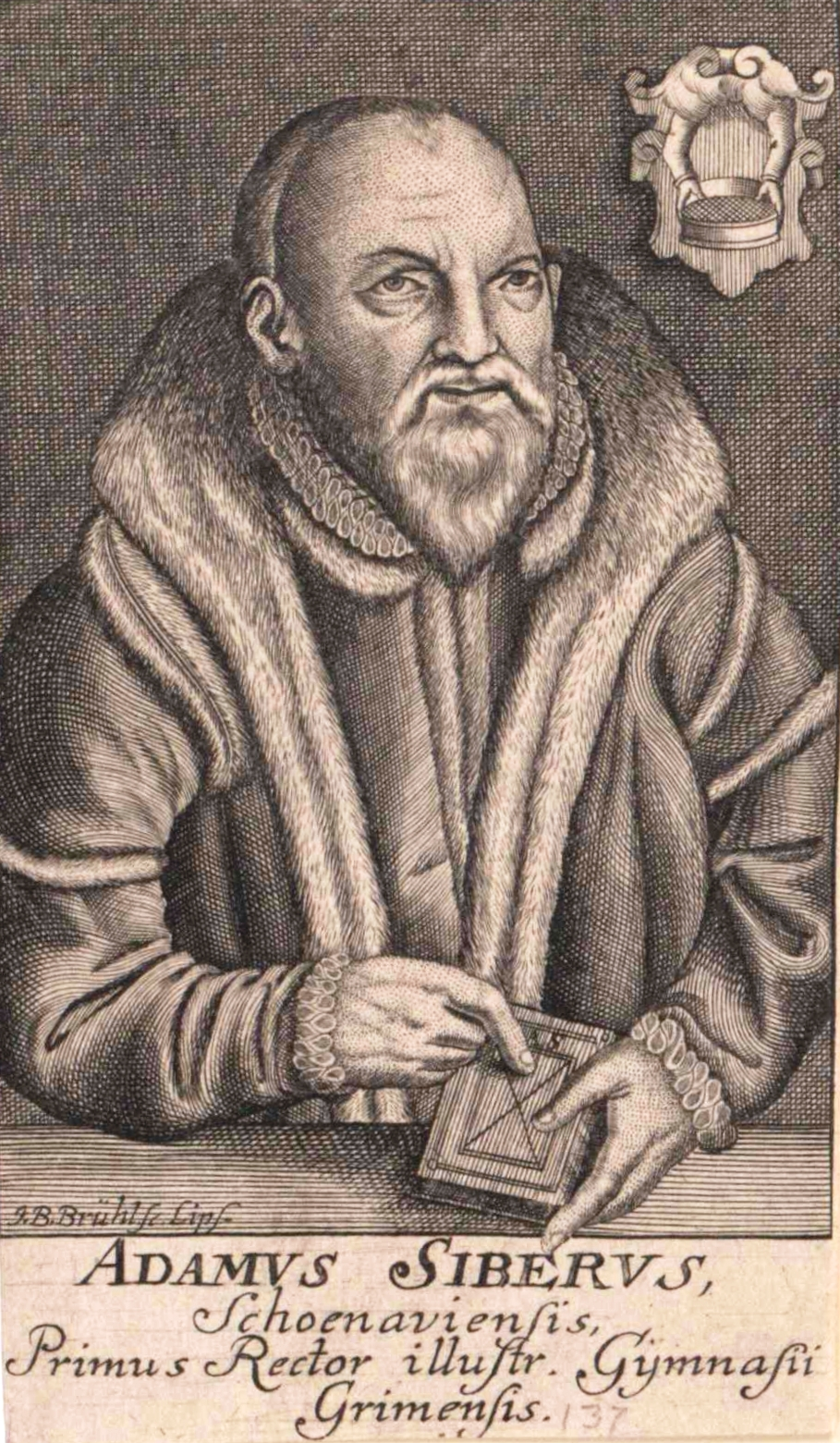
Adam Siber, Stich von Johann Benjamin Brühl

Adam Siber (* 8. September 1516 in Schönau; † 24. September 1584 in Grimma) war ein deutscher Humanist und Pädagoge. Er leitete 34 Jahre die kurfürstliche Landesschule St. Augustin in Grimma als deren erster Rektor.

## Leben
Adam Siber wurde als Sohn des Stephan Siber, des nachmaligen ersten evangelischen Predigers in Schönau, geboren. Er besuchte zunächst die Schule seiner Heimatstadt. Nach dem frühen Tod seiner Eltern nahm der Freund der Familie Stephan Roth ihn und seine Geschwister zu sich nach Zwickau. Dort besuchte er das städtische Gymnasium und lernte bei Johannes Rivius. Mit diesem wechselte er 1527 an die Schule in Annaberg und konnte sich dort soweit bilden, dass er die Universität besuchen konnte. Damals freundete er sich mit Georg Fabricius an. Nach kurzen Zwischenspiel als Kantor in Schneeberg immatrikulierte er sich 1536 an der Universität Wittenberg.

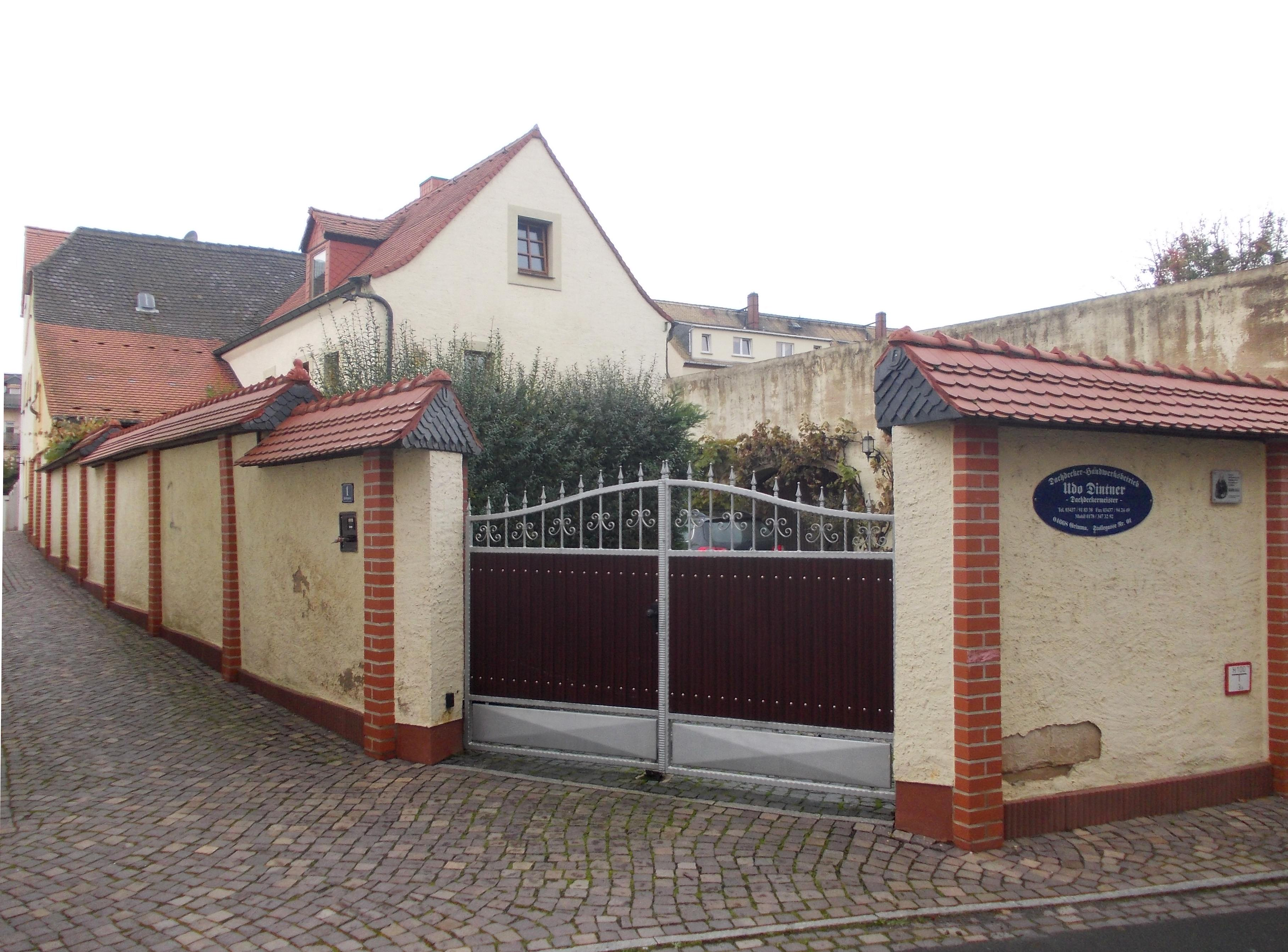
Stelle an der Sibers Wohnhaus in Grimma gestanden hat (Stollegasse 1)

Hier hörte er Vorlesungen bei Justus Jonas, Johannes Bugenhagen, Caspar Cruciger, Philipp Melanchthon und Martin Luther, von denen er sich sehr angezogen fühlte, und erwarb 1540 den akademischen Grad eines Magisters. Er begab sich 1539 zunächst als Konrektor an die Lateinschule in Freiberg und wurde dort nach anderthalb Jahren selbst Rektor der Schule. 1545 ging er als Rektor nach Halle (Saale), wo ihn Justus Jonas auf Melanchthons Vermittlung hingeholt hatte. Durch den Schmalkaldischen Krieg vertrieben, ging er 1548 nach Chemnitz, von wo er 1550 von Kurfürst Christian I. von Sachsen als erster Rektor der kurfürstlichen Landesschule St. Augustin in Grimma berufen wurde, die am 14. September 1550 als „Collegium Moldanum“ ihre Pforten öffnete und während Sibers über 30-jähriger Amtstätigkeit zu einer bedeutenden sächsischen Kaderschmiede wurde.

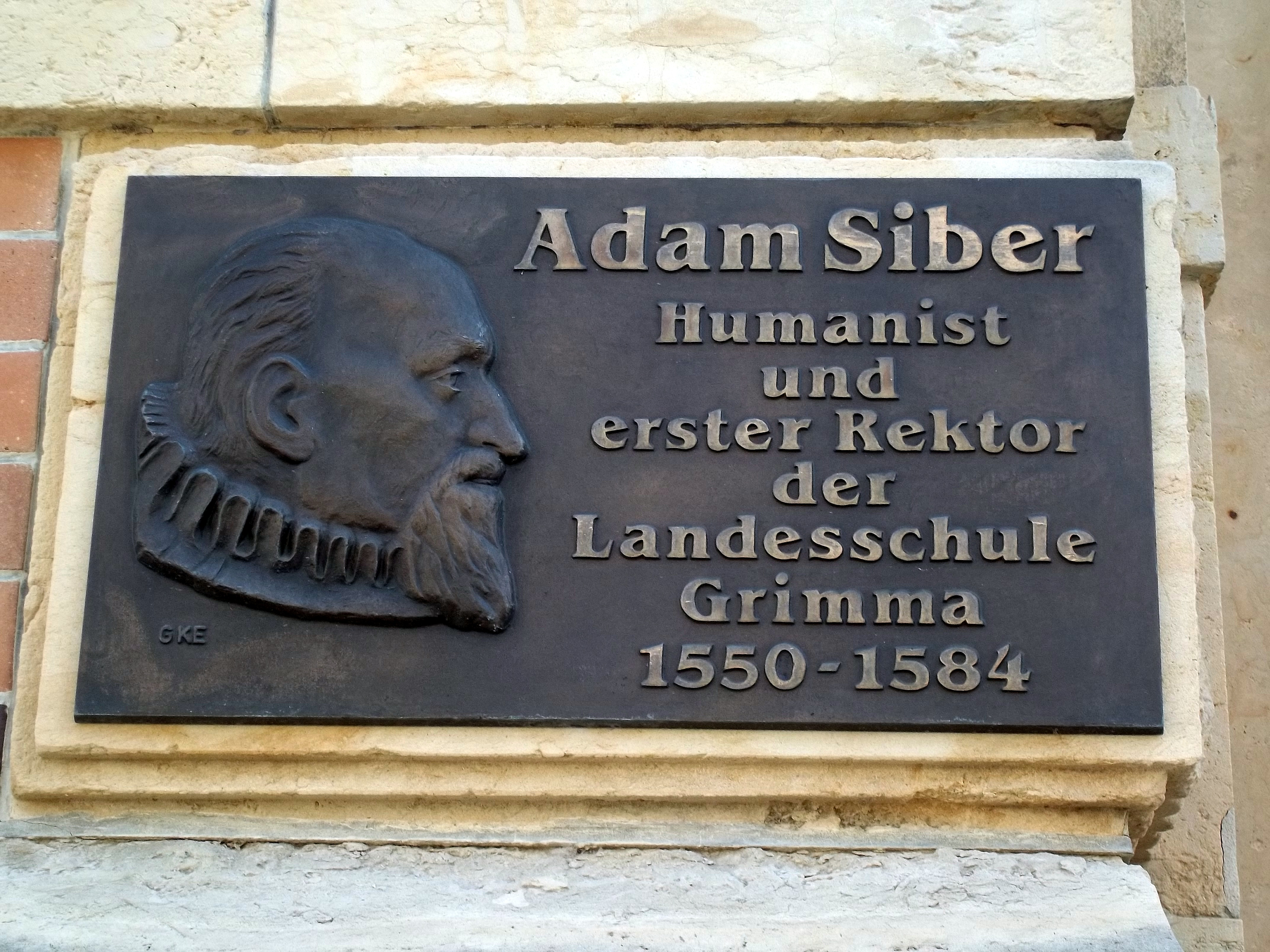
Adam-Siber-Gedenktafel am Hauptportal des Gymnasiums St. Augustin in Grimma

Dem Unterricht in Grimma legte er die aus Chemnitz übernommene Schulordnung zugrunde, die er auch in Versen veröffentlichte. Sie diente vielen anderen Schulen in Deutschland als Muster, beginnend mit den religiösen Pflichten des Schülers. Großer Wert wurde auf das Lateinsprechen gelegt, Schüler sollten untereinander überhaupt nicht deutsch sprechen. Siber gab auch eine Reihe von Lehrtexten in gedruckter Form heraus, was das zeitraubende Diktieren überflüssig machte.

### Familie
Siber hatte sich am 6. Dezember 1540 in Chemnitz mit Anna Heinemann († 1552), einer Stieftochter des Chemnitzer Rektors Valentin Hertel († 1547) verheiratet, mit der eine Tochter hatte:
- Anna Siber (* 11. November 1541 in Chemnitz; † 6. Dezember 1576 in Grimma), heiratete 1559 Christoph Schellenberg (* Annaberg; † 20. Januar 1576 in Grimma), Lehrer an der kurfürstlichen Landesschule Grimma. Deren Kinder: Anna Schellenberg, Phillip Adam Schellenberg und Magister Christoph Schellenberg (* um 1565 in Grimma; † 23. Mai 1641 in Freiberg)

1555 (1556) ging Siber eine zweite Ehe mit Anna Fues, einer Tochter des Lehrers (Schneeberg und Wittenberg) und Pfarrers (1520 in Borna, 1523 in Colditz und 1532 in Chemnitz) Wolfgang Fues (Fusius, Fueß; * Schleiz; † 3. Mai 1551 in Chemnitz), ein. Aus dieser zweiten Ehe stammen vier Söhne und sechs Töchter:
- Johann Heinrich Siber (* 8. Februar 1563 in Grimma; † April 1567 ebenda)
- Wolfgang Abraham Siber († 3. Juni 1578 in Grimma)
- Adam Theodor Siber, Professor für Poetik, Griechisch und Rhetorik in Wittenberg
- Heinrich Dionysus Siber (* 1575 in Grimma; † März 1625 in Sprotta), Schüler in Grimma, 1597 Magister in Wittenberg, ab 1605 Hilfsgeistlicher, ab 1608 Pfarrer in Sprotta bei Eilenburg. Sein Sohn: Georg Ernst Siber (* 1615 in Sprotta; † 28. August 1632 in Wurzen)
- Catharina Siber († jung)
- Maria Siber († jung)
- Eva Siber, heiratete 1577 in Leipzig Johann Rhambam
- Ehrendrud Sieber, heiratete um 1591 Magister Michael Mühling (* Plauen; † 1617 in Belzig), Lehrer der kurfürstlichen Landesschule in Grimma, 1602 Superintendent in Belzig
- Susanna Siber, heiratete 1577 in erster Ehe Magister Balthasar Trautner (auch Trautmann; * 1550 in Gnandstein; † 27. Januar 1584 in Grimma), einen ehemaligen Grimmenser Schüler, 1572 Magister in Leipzig, 1578 Pfarrer in Saara bei Altenburg, Juli 1581 Diakon Grimma; in zweiter Ehe 1585 Ulrich Döbler (* Eilenburg), seit 1584 Diakon, seit 1591 Archidiakon in Grimma, 1592 wegen Kalvinismusvorwürfen des Landes verwiesen und nach Hohenkemnath gewichen
- Blandina Siber (* 18. April 1561 in Grimma; † 28. April 1611 in Klöden), heiratete 1578 Jacob Fuhrmann (* 1550 in Liebenwerda; † 1619 in Klöden), Rektor der Fürstenschule in Grimma und Professor für Poetik und Griechisch in Wittenberg, Probst in Klöden

## Werke
- Pietas puerilis ex diversis doctorum monumentis collecta. Leipzig 1551. (digital)
- Ludus literarum apud Chemnitium Misniae qua ratione administretur. Straßburg 1555. (digital)
- Enchiridion pietatis puerilis. Basel 1563. (digital)
- Psalterium seu carminum Davidicorum libri quinque. Basel 1565.
- Poemata sacra. Basel 1565–1566. (Teil 1, Teil 2)
- In poenitentiam Davidis commentarium scholasticum. Leipzig 1572. (digital)
- Sionion sive historiae sacrae libri octo. Leipzig 1573. (digital)
- Sabbatum puerile. Leipzig 1575. (digital)
- Breviarium Christianum. Leipzig 1575. (digital)
- In Davidis Isaei filii prophetae et regis Hebraeorum Psalterium commentarium scholasticum. Wittenberg 1580. (Teil 1, Teil 2)
- Margarita Scholastica. Leipzig 1580–1588. (Band 1, Band 2, Band 3, Band 4)
- Passionale seu cruenti sacrificii Domini nostri Jesu Christi … historia. Leipzig 1589.

## Adam-Siber-Traditionspflege in Grimma
Der Augustiner-Verein, der Förderverein für das Gymnasium St. Augustin in Grimma, verleiht zu Ehren des ersten Rektors der Fürstenschule Grimma und im direkten Zusammenhang mit seinen Vereinszielen alle zwei Jahre den Adam-Siber-Preis. In der Aula des Gymnasiums St. Augustin in Grimma befindet sich zudem ein historisches Ölgemälde, welches Adam Siber zeigt.